# Bruno Paillard

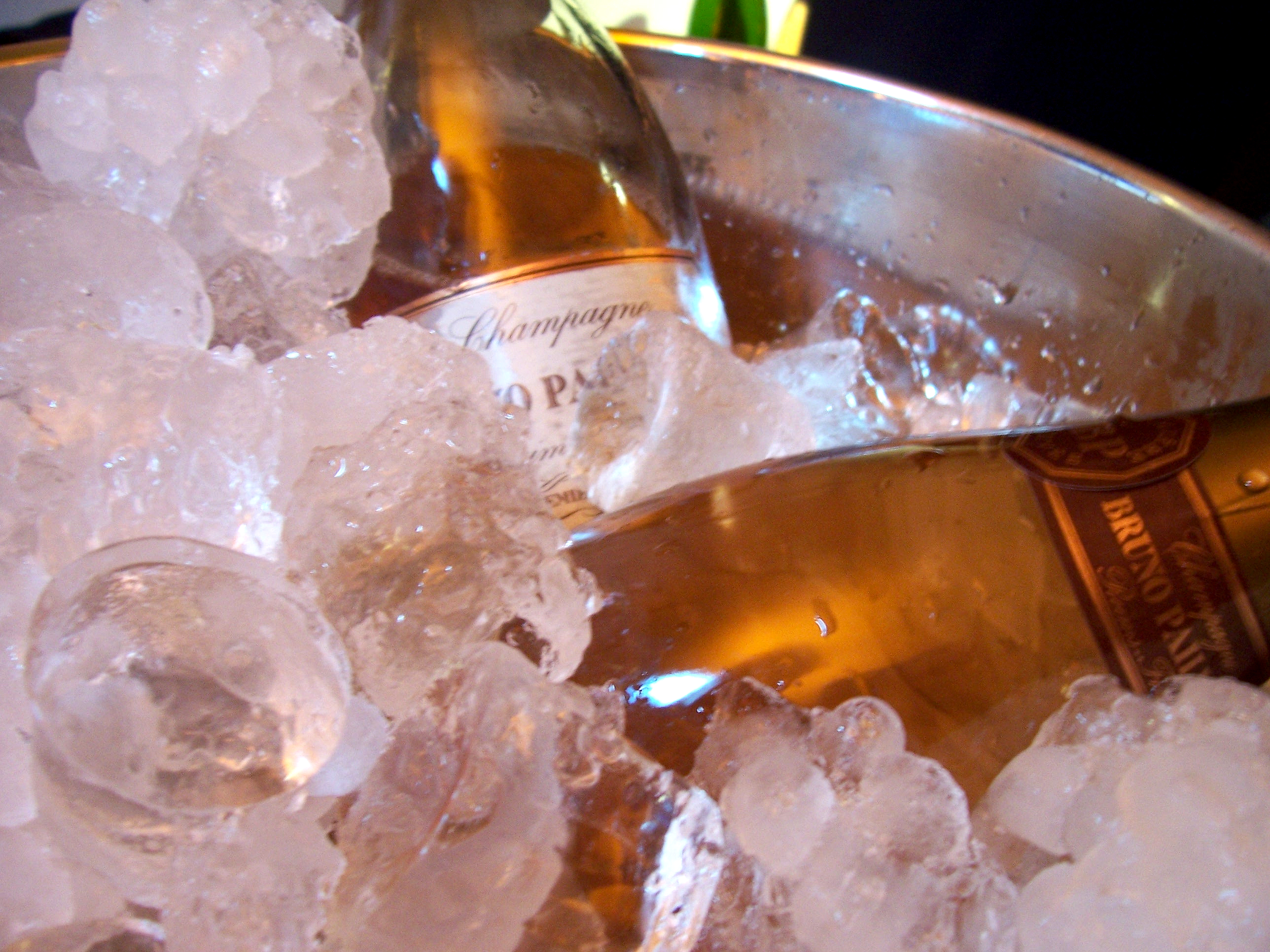
Rosé-Champagner von Bruno Paillard

Bruno Paillard ist ein 1981 vom gleichnamigen Firmeninhaber gegründetes Champagnerhaus in Reims.
Aus einer alten Weinbauernfamilie stammend, erlernte er wie sein Vater den Beruf des Weinmaklers. Mit 28 Jahren gründete er sein eigenes Champagnerhaus, das er mit 60 Edelstahltanks und 260 Barriques ausrüstete. Seit Anfang der 1990er Jahre besitzt das Haus eigene Weinberge; inzwischen 26 ha. Johnson nennt es „das jüngste der klassischen Champagnerhäuser“. Paillard steht dem Champagnerhaus Lanson vor und ist zudem Eigentümer von Château Sarrin in der Côtes de Provence.
Im Anbau stehen die Rebsorten Pinot Noir, Chardonnay und Pinot Meunier. Paillard arbeitete mit Maischegärung bei strenger Temperaturkontrolle. Je nach Jahrgang wird der Wein nach sechs bis acht Wochen abgestochen. Nach der Vinifikation reift er für drei bis fünf Jahre nach der Ernte im Keller und kommt dann erst auf den Markt. Die Weine erhalten durch Fruchtdosage nur etwa 6 Gramm Restzucker, das eine sehr trockene Stilistik ergibt. Die Jahresproduktion liegt bei 600.000 Flaschen.
Die wichtigsten Sorten:
- Première Cuvée brut (Anteil der Gesamtproduktion: 25 bis 35 %): 45 % Pinot Noir, 33 % Chardonnay, 22 % Pinot Meunier
- Chardonnay Réserve privée brut blanc de blancs (Anteil der Gesamtproduktion: 25 %): 100 % Chardonnay
- Brut Millésime: 45 % Pinot Noir, 36 % Chardonnay, 19 % Pinot Meunier ausschließlich der Großen Lagen (Grands et Premiers Crus)